# Mullalyup
Mullalyup är en ort i Australien. Den ligger i kommunen Donnybrook-Balingup och delstaten Western Australia, omkring 200 kilometer söder om delstatshuvudstaden Perth. Antalet invånare är 278.
Runt Mullalyup är det mycket glesbefolkat, med 2 invånare per kvadratkilometer.. Närmaste större samhälle är Balingup, nära Mullalyup.
I omgivningarna runt Mullalyup växer huvudsakligen savannskog. Genomsnittlig årsnederbörd är 1 097 millimeter. Den regnigaste månaden är maj, med i genomsnitt 188 mm nederbörd, och den torraste är februari, med 9 mm nederbörd.